# Удобновка
Удобновка — опустевшая деревня в Муслюмовском районе Татарстана. Входит в состав Михайловского сельского поселения.

## География
Находится в восточной части Татарстана на расстоянии приблизительно 13 км на юго-запад по прямой от районного центра села Муслюмово.

## История
Основана в первой половине XIX века, упоминалась также как Удобная.

## Население
Постоянных жителей было: в 1870—170, в 1906—352, в 1920—306, в 1926—255, в 1938—194, в 1949—149, в 1958—107, в 1970 — 93, в 1979 — 44, в 1989 — 5, 2 в 2002 году (русские 100 %), 0 в 2010.